# TAMPEP
TAMPEP (European Network for HIV/STI Prevention and Health Promotion among Migrant Sex Workers) is een internationale organisatie die streeft naar ondersteuning van de gezondheid en mensenrechten van migrantensekswerkers in Europa.

## Geschiedenis

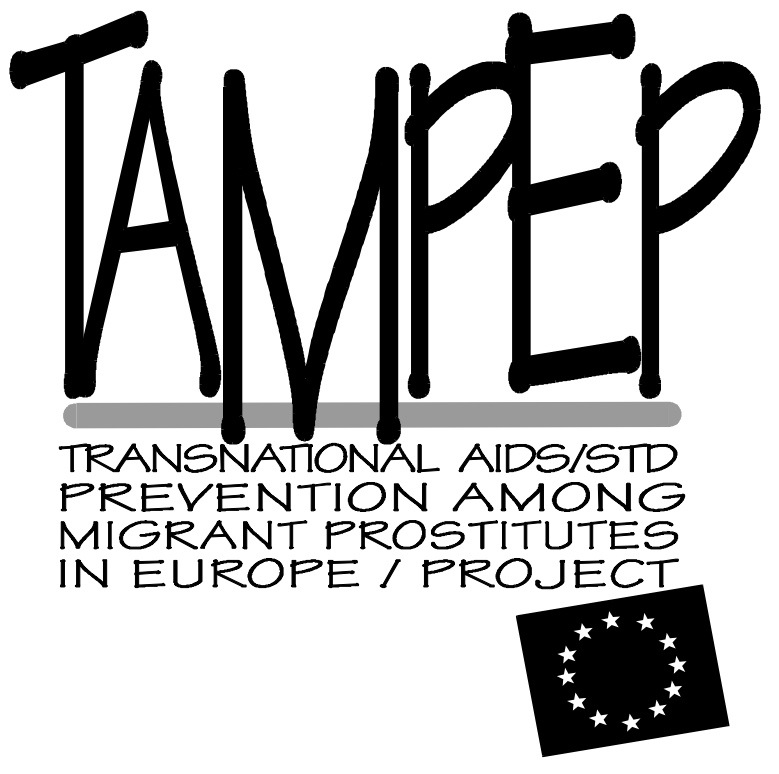
Oude TAMPEP-logo gebruikt rond 2004

TAMPEP werd in 1993 opgericht met het hoofdkantoor in Amsterdam. De organisatie opereerde aanvankelijk in vier landen: Duitsland, Italië, Nederland en Oostenrijk. Tegen november 2019 coördineerde het een netwerk van 30 organisaties in 25 landen in Europa en ontving subsidie van de Europese Commissie:151 en nationale overheden:151 en bereikte naar verluidt in januari 2018 personen met meer dan 80 verschillende nationaliteiten. Anno 2019 wordt TAMPEP gehost door Pro-tukipiste, een dienstleverende organisatie gevestigd in Helsinki.
TAMPEP stond oorspronkelijk voor 'Transnational AIDS/STD prevention amongst Migrant Prostitutes in Europe Project' ('Project voor Transnationale Aids/soa-preventie onder Migrantenprostituées'). 'STD' (Sexually Transmitted Disease) werd later veranderd naar 'STI' (Sexually Transmitted Infection; beide Engelse termen zijn equivalent aan de Nederlandse term 'soa' oftewel seksueel overdraagbare aandoening). De organisatie heeft in de loop der jaren haar zelfomschrijving enkele keren gewijzigd: tegen 2004 presenteerde zij zichzelf als het 'European Network for Transnational AIDS/STD Prevention among Migrant Prostitutes'; anno 2019 noemt zij zichelf het 'European Network for HIV/STI Prevention and Health Promotion among Migrant Sex Workers' ('Europees Netwerk voor Hiv/soa-preventie en Gezondheidsbevordering onder Migrantensekswerkers').
TAMPEP meldt dat de organisatie in 2017 is gereorganiseerd tot een 'netwerk geleid door migrantensekswerkers die groepen sekswerkers en bondgenoten op het gebied van sekswerk, migratie en gezondheid samenbrengt. Het doel van het netwerk is om sterkere partnerschappen op te bouwen en om te ijveren voor de rechten en gezondheid van migranten- en mobiele sekswerkers op Europees niveau'.

## Activiteiten
Het hoofddoel van TAMPEP is hiv/aids-preventie. Zij benadert dit probleem vanuit een algemene aanpak gericht op gezondheid en mensenrechten. TAMPEP streeft daarbij naar de emancipatie en zelfbeschikking van vrouwelijke en transseksuele migrantensekswerkers en voor verbetering van hun arbeidsomstandigheden en sociale situatie. De lidorganisaties zetten straatwerk, peer educators en informatiemateriaal in om in contact te komen met migrantensekswerkers. De organisatie produceert regelmatig rapporten over de situatie van sekswerkers in Europa.
De literatuur van TAMPEP benadrukt de noodzaak om zuiver onderscheid te maken tussen de kwesties mensenhandel, sekswerk en migratie. TAMPEP is tegen mensenhandel als mensenrechtenschending, maar steunt inspanningen om de arbeidsomstandigheden van sekswerkers te verbeteren en om migratie te faciliteren.
TAMPEP is ook actief in Nigeria, waar het helpt om sekswerkers die uit Italië gedeporteerd zijn te rehabiliteren.